# 華麗一族 (2013年電視劇)
《華麗一族》是湖南衛視從2013年3月2日開始播出的電視劇，此劇是屬於「週播形式」，內容敘述了主角宋驕陽、李真和趙宇天等懷有夢想的年輕人，在競爭激烈的時尚圈中，怎樣面對爾虞我詐的爭鬥和算計，一步一步的完成個人夢想的故事，劇情角色之間的情感、復仇以及夢想交織而成青春勵志的電視劇。該劇由北京響巢和湖南衛視2012年共同製作，該劇故事架構來自韓國經典電視劇《天橋風雲》。

## 主要角色

### 宋驕陽（李欣汝飾）
錦江設計學院高材生，從小的夢想就是當一名服裝設計師，沒想到卻陰錯陽差的以模特兒的身分踏進時尚圈，與李真和趙宇天有段情感的糾葛。原本錦江學院畢業秀第一名的宋驕陽，畢業後可以立刻到知名設計公司「傳奇」上班，但卻遭到學校老師耍手段，而失去了這個機會，宋驕陽也不敢跟老家的親人說這件事，正在為生活擔憂的時候，充滿神祕氣息的李真出現，挑起了宋驕陽、李真、趙宇天之間的情感糾葛。

### 李真（高以翔飾）
傳奇集團董事長的親孫子，李真的爸爸當年是李董最重視的兒子，以及集團接班人，但是後來李爸爸愛上工廠女工，並生下李真，而後一連串事情發生，李真的爸爸死了，於是跟著媽媽到了美國，長大後才回國，沒想到李董不認孫子，李總不認姪子，這究竟是為什麼呢？其中是否存在著不為人知的過往呢？於是李真展開一場報復計畫，也間接的挑起了宋驕陽、李真、趙宇天之間的情感糾葛。

### 趙宇天（李學慶飾）
風尚模特兒公司的首席男模，宋驕陽畢業展指定的模特兒，卻陰錯陽差下錯過了時間，造成彼此的小誤會，雖然後來誤會解開，但也牽起兩人往後不解的情緣，不易對女孩子動心的趙宇天，卻不知不覺對宋驕陽有了好感，而在幫忙與吃醋的情境下，順勢的挑起了宋驕陽、李真、趙宇天之間的情感糾葛。
- 许绍雄
- 冯婧
- 王丽娜

## 歌曲

### 主題曲（片頭曲）
- 曲名：華麗戰場
- 演唱：李欣汝
- 作詞：崔恕  作曲：崔琰

### 片尾曲
- 曲名：欣賞
- 演唱：李欣汝

## 收視率
由csm数据参考而来，收视率包括全天收视指数和市场(收视)份额参数
| 平台     | 平均收视率 | 平均收视份额 |
| 湖南卫视 | 0.758      | ---          |

## 外部連結
- 《華麗一族》湖南衛視专题 （页面存档备份，存于）
- 《华丽一族》新浪网专题 （页面存档备份，存于）
- 《华丽一族》观剧报告 网易娱乐 （页面存档备份，存于）

## 作品變遷
| 中国大陆 湖南衛視 第一周播劇場 每週六、週日22:00 - 00:00兩集連播 | 中国大陆 湖南衛視 第一周播劇場 每週六、週日22:00 - 00:00兩集連播 | 中国大陆 湖南衛視 第一周播劇場 每週六、週日22:00 - 00:00兩集連播 |
| ---------------------------------------------------------------- | ---------------------------------------------------------------- | ---------------------------------------------------------------- |
|                                                                  | 華麗一族 （2013.03.02 - 2013.04.06）                             |                                                                  |
| 特備節目 （2012.12.30 - 2013.02.24）                             | 雲上的誘惑 (2013.04.13 - 2013.04.28)                             |                                                                  |